# 中星12号
中星12号（Zhongxing 12 - ZX 12、ChinaSat-12）はチャイナサットコムが所有する通信衛星。SupremeSATがSupremeSAT-Iとして運用している通信ペイロードも搭載している。
中国・東アジア・南アジア・中東・アフリカ・オーストラリアおよび中国海域・インド洋海域に通信サービスを提供する予定。タレス・アレーニア・スペースが作成し、設計寿命は15年。
2012年11月27日、長征三号乙によって西昌衛星発射センターから打ち上げられた。
2020年1月から2024年6月までの間、朝鮮中央テレビ（KCTV）の北朝鮮国外への配信に本衛星が使用されていた。